# 打比道
打比道 （英語：Derby Road，/ˈdɑːrbi ˈroʊd/）是香港九龍九龍仔南部的一條單程路，西接志士達道，北接蘭開夏道。

## 道路命名
打比道的命名與九龍仔大部份道路一樣，也是以英國地名命名，即是打比郡。

## 著名建築物
- 九龍塘宣道小學
- 基督堂牧師住宅（打比道2號）：建於1930年代末的戰前西式別墅
- 打比道4號：1936年購入地皮後建成的戰前西式別墅，已荒廢多年，所有窗戶被拆去。